# سونیک خارپشت: مشکل سه‌گانه
سونیک خارپشت: مشکل سه‌گانه (به انگلیسی: Sonic the Hedgehog: Triple Trouble) بازی پرشی توسعه‌یافته توسط اسپکت می‌باشد که در سال ۱۹۹۴ توسط سگا برای گیم گیر منتشر گردید.